# Будинок на вулиці Староєврейській, 16 (Львів)
Будинок на вулиці Староєврейській, 16 (також кам'яниця Зухоровичовська, конскрипційний № 274) — житловий будинок XVIII століття, пам'ятка архітектури місцевого значення (охоронний № 347). Розташований в історичному центрі Львова, на вулиці Староєврейській.

## Історія
Будинок зведений у XVII столітті, в історичних документах фігурує під такими назвами: у 1630—1633 роках — кам'яниця Подлеського, у 1634 році — кам'яниця Важнеґо, у 1638—1767 роках — кам'яниця Зухоровича або Зухоровичівська.
У 1776 році кам'яницю перебудували за проектом архітектора Йосифа Дубльовського, чергову перебудову провели у XIX столітті, на початку XX століття прибудували балкон.
Станом на 1871 рік власником будинку значився Маєр Ляуфер, у 1916 році — Йосиф Маєр Бляуер і співвласники, у 1934 році — Шіма та Реґіна Шлекер.
За радянських часів, у 1950-х—1960-х роках у будинку розміщувався склад бакалійних товарів.

## Опис
Будинок триповерховий, прямокутний у плані. Фасад тривіконний, симетричний, завершується аттиком і карнизом. Вікна прямокутні, обрамовані профільованими лиштвами, на другому поверсі увінчані прямими сандриками. на третьому поверсі, на центральній осі фасаду розташований невеликий балкон, огороджений ажурними металевими ґратами із геометричним орнаментом та вкритий металевим ґанком.

## Галерея

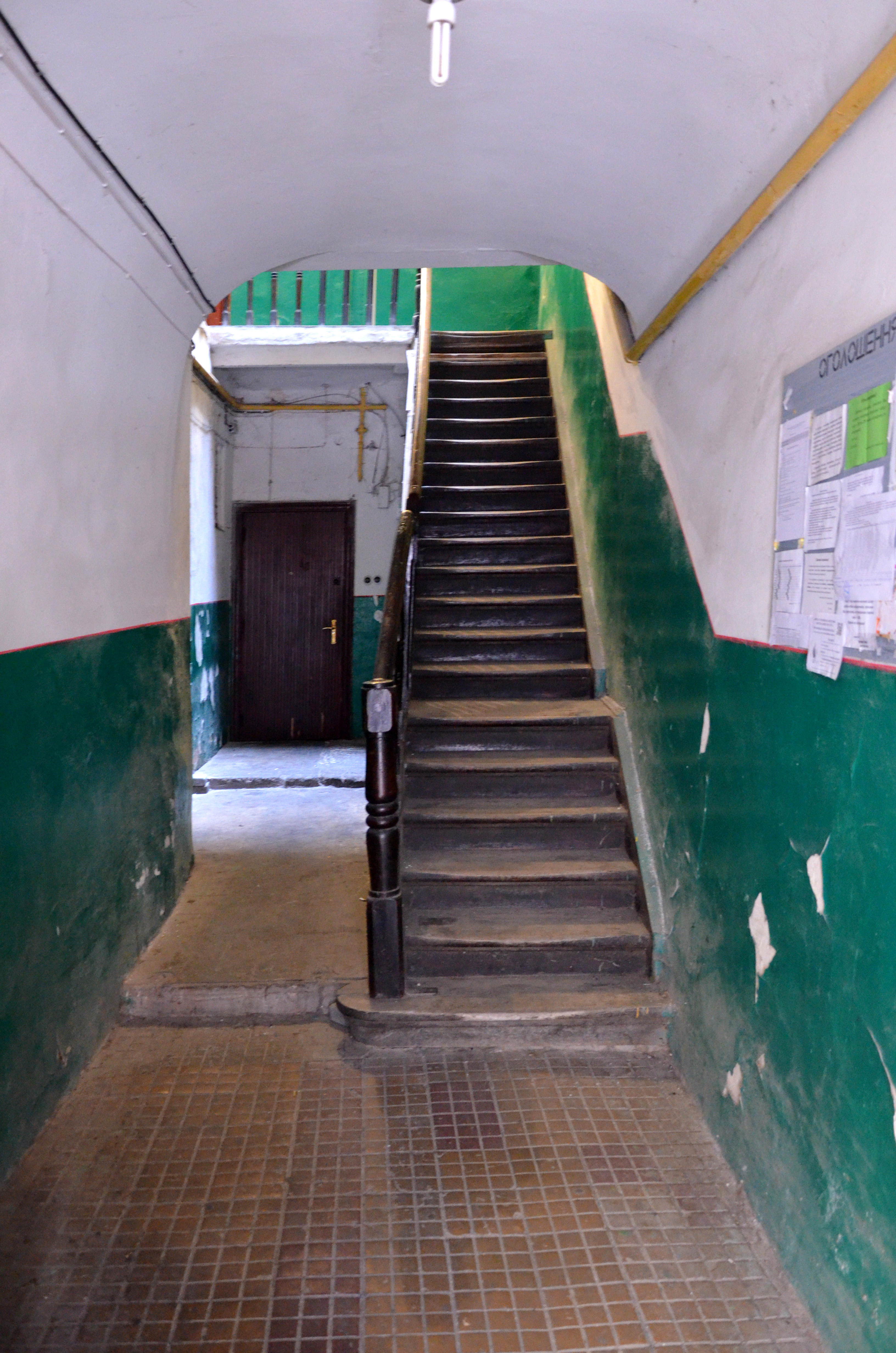
Сіни
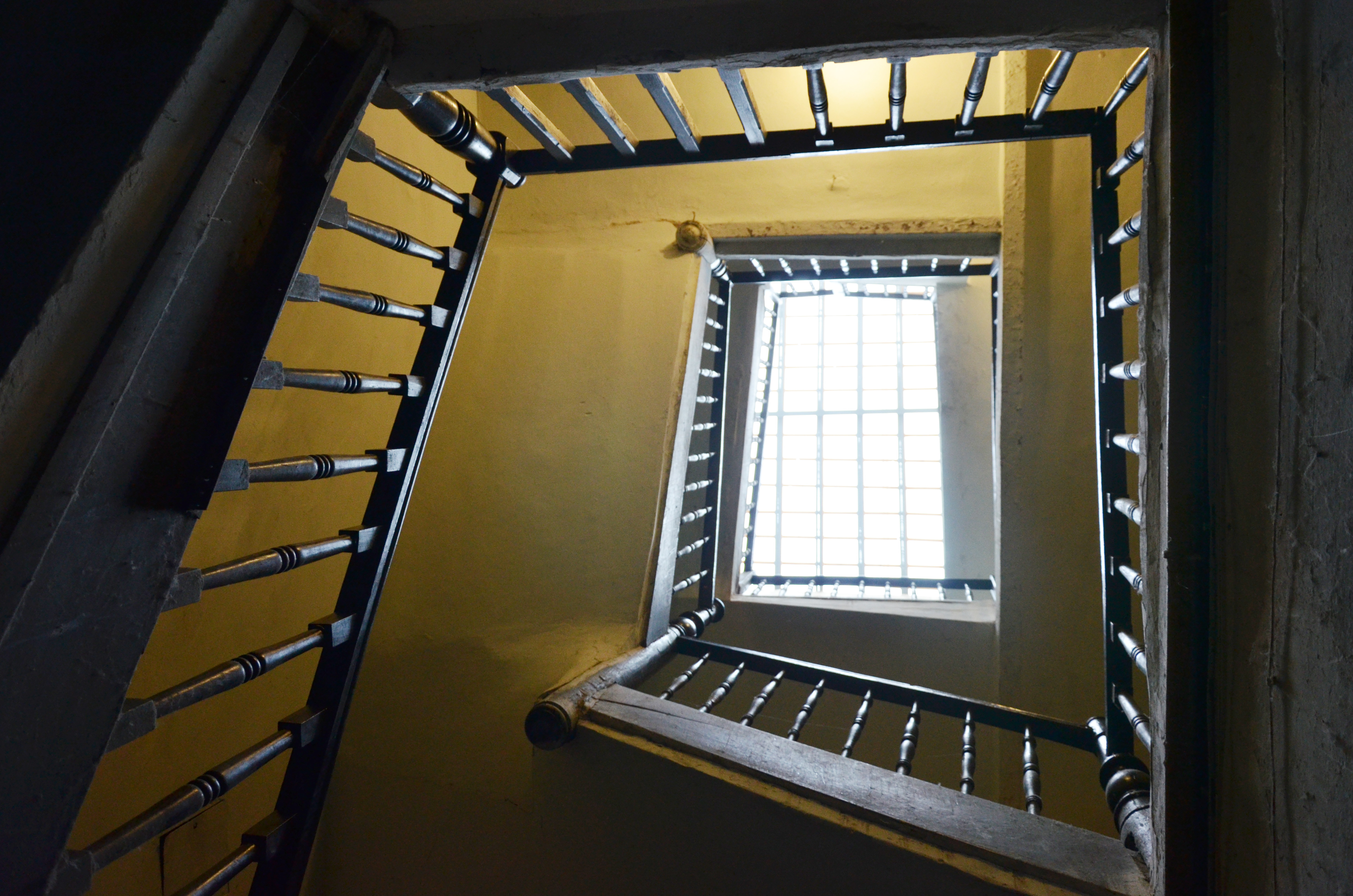
Сходова клітка